# 세네갈저빌
세네갈저빌 또는 세네갈테터릴(Taterillus pygargus)은 쥐과에 속하는 저빌의 일종이다. 나이지리아와 세네갈에서 발견되며, 감비아와 말리, 모리타니에서도 서식하는 것으로 추정된다. 자연 서식지는 건조 사바나 지대와 아열대 또는 열대 기후 지역의 건조 관목 지대, 농경지, 목초지, 농촌 지역이다.